# Parque Flamboyant (Goiânia)
Parque Flamboyant é um bairro da cidade brasileira de Goiânia, localizado na região leste do município.
O nome do bairro é referência direta ao Parque Flamboyant, localizado no bairro Jardim Goiás. Segundo dados do Instituto Brasileiro de Geografia e Estatística (IBGE), divulgados pela prefeitura, no Censo 2010 a população do Parque Flamboyant era de 1 464 pessoas.